# Tabakwerbung

Werbeverbote für Tabak nach WHO-Mitgliedsstaaten (Stand 2022)

Als Tabakwerbung wird Werbung für Tabakerzeugnisse bezeichnet. Tabakwerbung unterliegt in vielen Ländern gesetzlichen Beschränkungen.

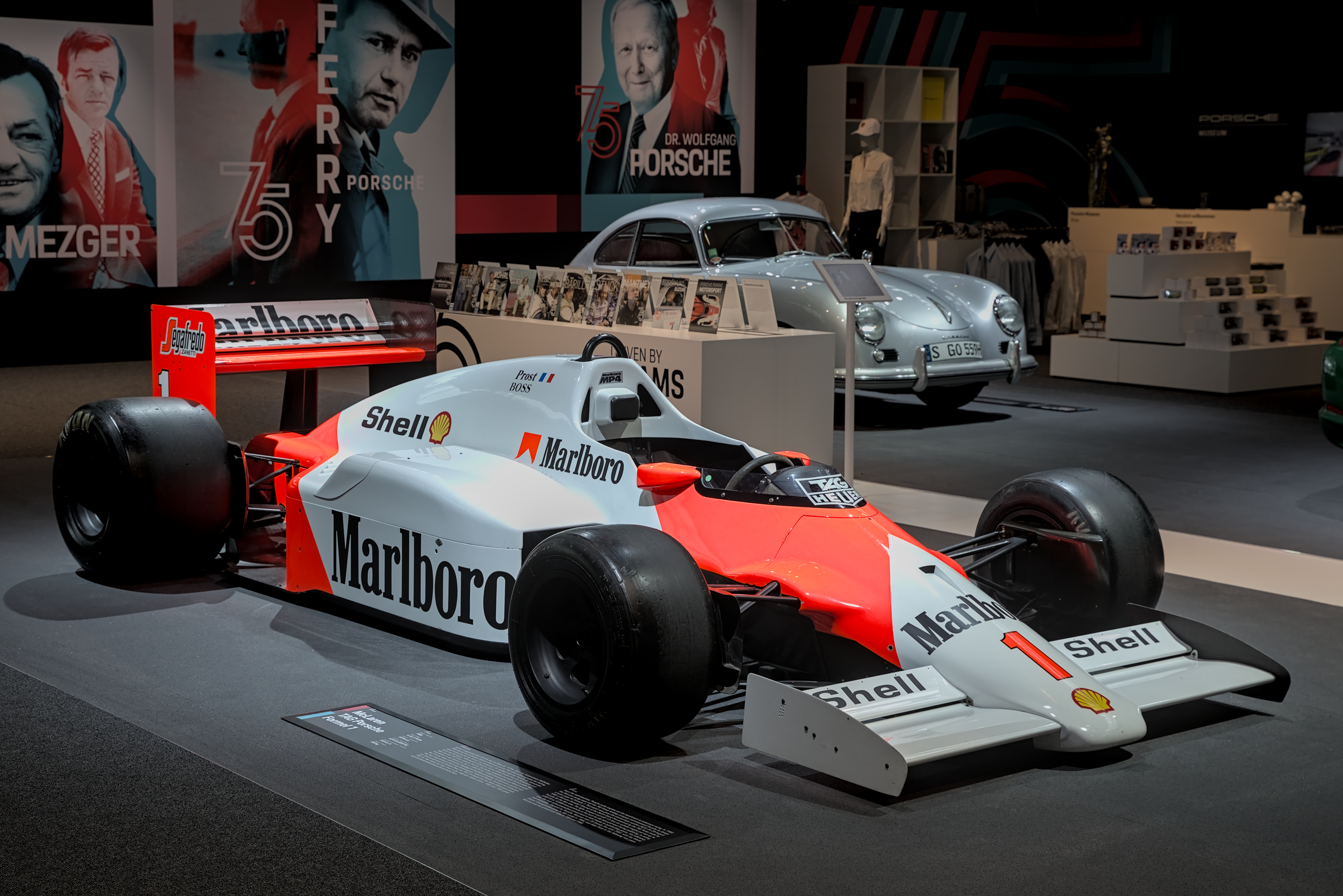
Formel-1-Auto aus dem Jahr 1985 mit Tabakwerbung

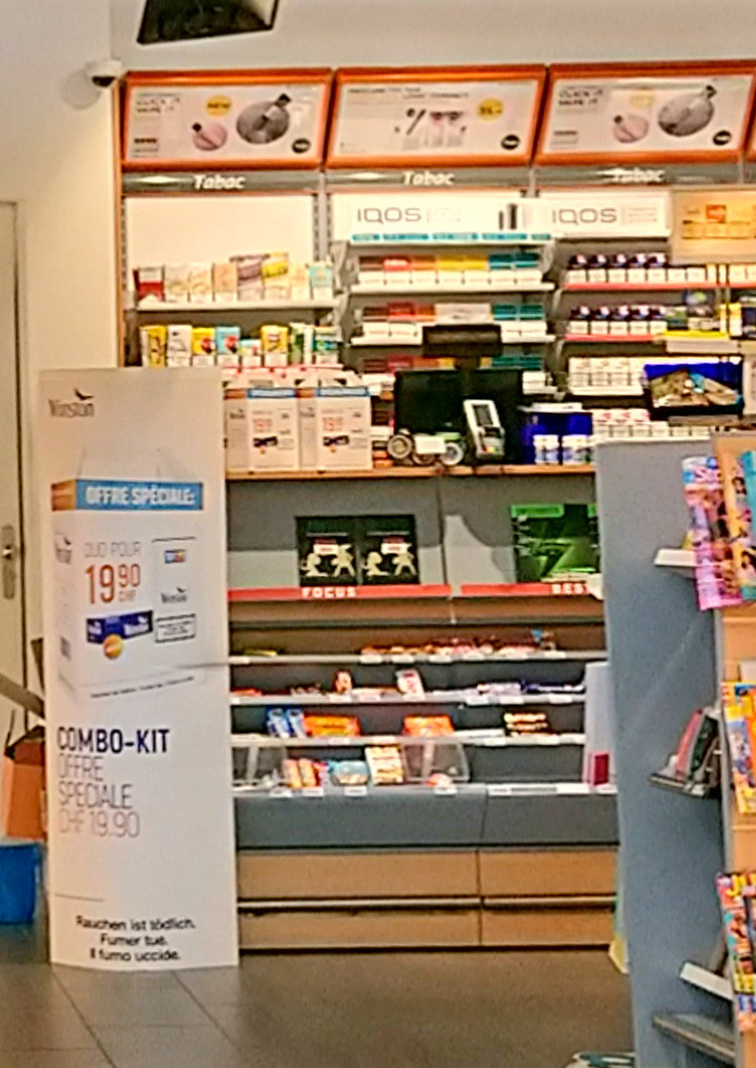
Auslage von Tabakprodukten und Werbeständer an einem Kiosk (Schweiz, 2019)

Die Tabakindustrie bedient sich verschiedener Marketingstrategien, die nicht in den Bereich klassischer Werbung fallen. Man spricht hier von Below-the-line-Marketing. Hierunter fällt zum Beispiel die Werbung am Verkaufsort in Form von auffälligen Displays, die den Fachhändlern zur Verfügung gestellt werden oder an Supermarktkassen und Zigarettenautomaten angebracht
werden, sowie folgende Beispiele.
Hinzu kommen unter anderem Gewinnspiele, das Verteilen von Merchandiseprodukten, das Organisieren von Veranstaltungen, die persönliche Kommunikation z. B. über E-Mails, das unaufdringliche Ausstatten des Lebensumfeldes der Zielgruppe (Ambient Media), Flagshipstores, Markentransfer und Produktplatzierung.

## Situation in der Europäischen Union
Werbung für Tabakerzeugnisse ist in den Ländern der Europäischen Union unterschiedlich stark eingeschränkt. Einheitlich ist durch die EU-Richtlinie 2003/33/EG Tabakwerbung im Internet, in Zeitungen und Zeitschriften seit 1. Januar 2007 verboten. Alle Mitgliedstaaten der Europäischen Union haben mittlerweile aber Gesetze eingeführt, welche die Tabakwerbung sowie Sponsoring deutlich umfassender verbieten.

## Entwicklung in Deutschland
Werbung für Tabakerzeugnisse war in Deutschland bis 2021 trotz der Verpflichtung über das Rahmenübereinkommen der WHO zur Eindämmung des Tabakgebrauchs deutlich weniger eingeschränkt als in allen anderen EU-Ländern. So erreichte Deutschland im Tabakkontrollindex der europäischen Krebsligen von 2019 im Bereich Werbeverbote nur 4, die restlichen EU-Staaten aber zwischen 7 und 13 von 13 möglichen Punkten. Im genannten Index belegte Deutschland sogar den letzten Platz (Platz 36) bei den Angeboten zum Entwöhnen. Zum Weltnichtrauchertag 2013 forderte die Deutsche Krebshilfe in einer Allianz mit dem „Aktionsbündnis Nichtrauchen“ den Gesetzgeber auf, „endlich ein umfassendes Tabakwerbeverbot“ einzuführen. Unterstützer sind neben Medizinern Gesundheitsorganisationen wie: Deutsche Krebsgesellschaft, Deutsches Krebsforschungszentrum Heidelberg, Deutsche Herzstiftung u. a. Der EU-Gesundheitskommissar Vytenis Andriukaits kritisierte die – nach seiner Ansicht – laxe Anti-Tabak-Politik Deutschlands anlässlich des Weltnichtrauchertages 2015: „Die Bundesrepublik zählt zu den EU-Staaten, die nicht den politischen Willen haben, die Situation zu ändern.“ Volker Kauder (von 1990 bis 2021 Mitglied des Deutschen Bundestages und von 2005 bis 2018 Vorsitzender der CDU/CSU-Bundestagsfraktion) war während seiner Zeit als CDU-Politiker einflussreicher Gegner des Tabakwerbeverbots.
Neben den gesetzlichen Vorschriften hatten sich zahlreiche Unternehmen der Tabakindustrie auch einer freiwilligen Selbstverpflichtung unterworfen. Darin war unter anderem der Verzicht auf Fotomodels vorgesehen, die jünger als 30 Jahre alt sind oder wirken.
Komplett verboten sind in Deutschland beispielsweise Werbung im Internet, in Radio- und TV-Spots sowie in Printmedien, sofern es sich nicht um Fachzeitschriften des Tabakhandels oder Rauchergenussmagazine handelt. Das Sponsoring von Veranstaltungen ist unter der Bedingung eines eingeschränkten lokalen Wirkungskreises möglich, das heißt solange die Veranstaltungen keine grenzüberschreitende Wirkung haben. Andere EU-Länder haben auch bei regionalen Veranstaltungen deutlich strengere Regulierungen. Audiovisuelle Mediendienste oder Sendungen dürfen nicht von Tabakherstellern gesponsert werden. Das Verteilen von Gratis-Zigaretten ist ebenfalls nur noch in begrenztem Rahmen möglich. Obwohl Deutschland bereits 2004 das Rahmenübereinkommen der WHO zur Eindämmung des Tabakgebrauchs (FCTC) ratifiziert hat, war Außenwerbung in Form von Plakaten und Leuchtreklamen und Kinowerbung nach 18 Uhr bis 2021 erlaubt, in allen anderen EU-Ländern waren schon damals auch diese Arten der Werbung komplett verboten. Erlaubt ist im Übrigen noch die Imagewerbung von Tabakunternehmen, welche unter anderem im Internet Anwendung findet. Webpräsenzen der Hersteller bieten zum Beispiel die Möglichkeit einer sachlichen Kommunikation von Firmenphilosophie und Corporate-Social-Responsibility-Bemühungen. Zum Teil ist diesen Firmenwebseiten eine Alters- und Rauchstatusabfrage vorgeschaltet.
Die Details des Werbeverbots sind in der Richtlinie 2003/33/EG sowie den §§ 19 bis 21 des Tabakerzeugnisgesetzes (TabakerzG) geregelt.
Beide Vorschriften gelten nebeneinander und überlagern sich zum Teil. Daneben gibt es ergänzende Regelungen wie die deutsche Tabakerzeugnisverordnung, die die Vorschriften des Tabakerzeugnisgesetzes weiter konkretisiert.
Am 10. Dezember 2018 fand im Deutschen Bundestag ein öffentliches Expertengespräch über die Einführung eines umfassenden Tabakwerbeverbots statt, bei dem sich die Sachverständigen mehrheitlich für ein solches Werbeverbot aussprachen. Vom Bundesinstitut für Risikobewertung wurde u. a. vorgetragen, dass die Raucherquote in Deutschland wesentlich höher liegt als in anderen vergleichbaren Staaten und dass toxikologisch die Zigarette das risikoreichste Tabakerzeugnis ist. Ca. 120.000 Todesfälle sind jährlich in Deutschland wesentlich auf das Rauchen von Zigaretten zurückzuführen. Für das Deutsche Krebsforschungszentrum ist Tabakkonsum das größte vermeidbare Krebsrisiko unserer Zeit. In Deutschland können allein für 2018 insgesamt 85.000 Krebsneuerkrankungen, das sind jeder fünfte Krebsfall, auf das Rauchen zurückgeführt werden. Ein Werbeverbot ist notwendig, da es eine Kausalität zwischen Tabakwerbung und erhöhtem Tabakkonsum gibt.
Das Verteilen von Gratiszigarettenproben ist zwar den Händlern untersagt, nicht aber den Herstellern. So können auf zielgruppenspezifischen Veranstaltungen wie z. B. in Diskotheken, auf Festivals oder auf dem Unicampus Gratisproben verteilt werden. Außerdem besteht für volljährige Personen die Möglichkeit, Probepackungen über das Internet zu bestellen. Der Zugang hierzu ist allerdings häufig durch eine Überprüfung des Alters und des Wohnsitzes über die Schufa Holding AG beschränkt.

### Forderungen der Deutschen Krebshilfe 2019
Ein umfassendes Tabak-Werbeverbot und eine drastische Erhöhung der Tabaksteuer in der Bundesrepublik hat die Deutsche Krebshilfe in der Kontroverse um Tabakkonsum im Frühjahr 2019 gefordert. Krebshilfe-Vorstandsvorsitzender Gerd Nettekoven appellierte an die Politik, diese wichtigen Schritte im Kampf gegen Krebs endlich zu unternehmen. „Deutschland ist europaweit in der Tat beschämendes Schlusslicht in Sachen Tabakwerbeverbot“, kritisierte Nettekoven. Er erklärte sich solidarisch mit dem Präsidenten der Bundesärztekammer, Frank Ulrich Montgomery, auch E-Zigaretten und Tabakerhitzer in das geplante Werbeverbot einzubeziehen. Einen Kompromiss in dieser Frage dürfe es nicht geben. Darin seien sich auch Bundesärztekammer, Krebshilfe und das Aktionsbündnis Nichtrauchen einig. Speziell junge Menschen und Nichtraucher könnten durch diese Produkte in Nikotinabhängigkeit gelangen. Die tabakbedingten Kosten betragen nach aktuellen Erhebungen bundesweit jährlich mindestens 80 Milliarden Euro: 25,4 Milliarden Euro entstünden dem Gesundheitssystem, 53,7 Milliarden Euro seien für Produktionsausfälle und Frühverrentungen zu veranschlagen.

### Chronologische Darstellung
- Im Radio und Fernsehen sind seit 1975 Werbespots für Zigaretten und Tabakerzeugnisse verboten.[14]
- Sponsoring von Rundfunk- und Fernsehsendungen durch Zigarettenhersteller ist in Deutschland seit 1. August 1999 durch Rundfunkstaatsvertrag verboten.[15]
- Im Kino ist Tabakwerbung vor 18 Uhr seit dem 1. April 2003 (Inkrafttreten der Neufassung des Jugendschutzgesetzes) verboten.
- Der Stückverkauf von Zigaretten und Verkauf von Zigarettenpackungen mit weniger als 17 Zigaretten sind seit 1. Juli 2004 durch das Gesetz zur Verbesserung des Schutzes junger Menschen vor Gefahren des Alkohol- und Tabakkonsums verboten.[16]
- Sponsoring von grenzüberschreitenden Veranstaltungen durch Zigarettenhersteller ist ebenfalls seit 1. Januar 2007 verboten.
- Eine Initiative der Drogenbeauftragten MdB Marlene Mortler (CSU) zur Verschärfung des Tabakwerbeverbots im Jahr 2014 schlug fehl.[17]
- Zum Jahresende 2015 hat die Stiftung Deutsche Krebshilfe erstmals Bundesregierung und Parlament öffentlich kritisiert, dass sie noch immer kein „vollständiges Tabakwerbeverbot“ in Deutschland bewirkt haben.[18]
- Der Bericht zum Krebsgeschehen in Deutschland 2016 vom Robert Koch-Institut zeigt eine Zunahme von Adenokarzinomen bei Frauen ab. Da es als die häufigste Art von Lungenkrebs bei Nichtrauchern gilt, wird der Zusammenhang mit dem Rauchen diskutiert.[19]
- Eine Initiative zur Verschärfung des Werbeverbotes scheiterte in den Jahren 2016/17 im Deutschen Bundestag erneut. Zwar hatte das Bundeskabinett bereits 2016 einen Gesetzesentwurf für ein Außenwerbeverbot ab 2020 beschlossen, die Unionsfraktion hatte sich dann auf Betreiben ihres Wirtschaftsflügels „aus Sorge um die betroffene Branche“ gegen eine Abstimmung im Plenum gestellt. Der damalige Fraktionsvorsitzende Volker Kauder hat darauf verkündet, bis zum Ende der 18. Legislaturperiode im Herbst 2017 den Gesetzentwurf nicht mehr zur Gesetzeslesung zuzulassen. Kritiker machen dafür den hohen Einfluss der Tabaklobby in Teilen der CDU/CSU-Fraktion verantwortlich.[20][21]
- Eine Initiative zur Verschärfung des Werbeverbotes war Anfang Juli 2020 im Deutschen Bundestag erfolgreich und wurde am 18. September durch den Bundesrat bestätigt. Demnach darf seit 1. Januar 2021 Tabakwerbung beim Vorführen von Kinofilmen nur noch bei Filmen ab 18 Jahren erfolgen und Gratisproben dürfen nur noch in Fachgeschäften abgegeben werden.[22] Diese Einschränkungen ändern aber nichts daran, dass zahlreiche Szenen in Spielfilmen wie bisher zeigen dürfen, dass und wie Darsteller rauchen. Um dem entgegenzusteuern, gibt es für Spielfilme ein „Rauchfrei-Siegel“, vergeben durch das Aktionsbündnis Nichtrauchen.[23] Seit 1. Januar 2022 besteht ein Außenwerbeverbot für herkömmliche Tabakwaren., seit 1. Januar 2023 auch für Tabakerhitzer. Ab 1. Januar 2024 gilt dies auch für elektronische Zigaretten und Nachfüllbehälter. „Außenwerbung“ ist eine Werbemaßnahme innerhalb des Verkaufsraums, die außerhalb des Verkaufsraumes ungehindert sichtbar ist.[24]

## Situation in der Schweiz
Bei der Abstimmung zur Eidgenössischen Volksinitiative «Ja zum Schutz der Kinder und Jugendlichen vor Tabakwerbung» stimmten 56,61 % der Wahlberechtigten mit „Ja“.
Die Initiative fordert ein Verbot von Tabakwerbung an Orten und in Medien, die für Minderjährige leicht zugänglich sind bzw. häufig frequentiert werden, wie z. B. öffentliche Plakate, auf Sportplätzen, im Kino, an Kiosken oder auf Veranstaltungen. Online-Werbung auf Social-Media-Kanälen, die sich vorrangig an Erwachsene richtet, ist davon nicht betroffen.
In einem europaweiten Ranking von 2022 zur Tabakprävention landete die Schweiz auf dem zweitletzten Platz. Die Interessen der Industrie würden über die Gesundheit der Bevölkerung gestellt, erklärten die Autoren der Studie. Grund waren insbesondere die – noch – weitgehend fehlenden Werbeeinschränkungen und die tiefen Steuern.

## Einheitsverpackung (Plain packaging)
Auch die Zigarettenpackung ist als aktives Kommunikations- und Werbemittel zu betrachten, weswegen mittlerweile einige Länder schmucklose Schachteln ohne Markenlogos eingeführt haben, das sogenannte „Plain Packaging“.